# Meticonaxius dentatus
Meticonaxius dentatus is een tienpotigensoort uit de familie van de Micheleidae. De wetenschappelijke naam van de soort is voor het eerst geldig gepubliceerd in 2006 door Lin.